# 德國駐美國大使館
德國駐美國大使館（德語：Deutsche Botschaft Washington, D.C.）是德國在美國首都華盛頓特區設置的外交代表機構。

## 資訊

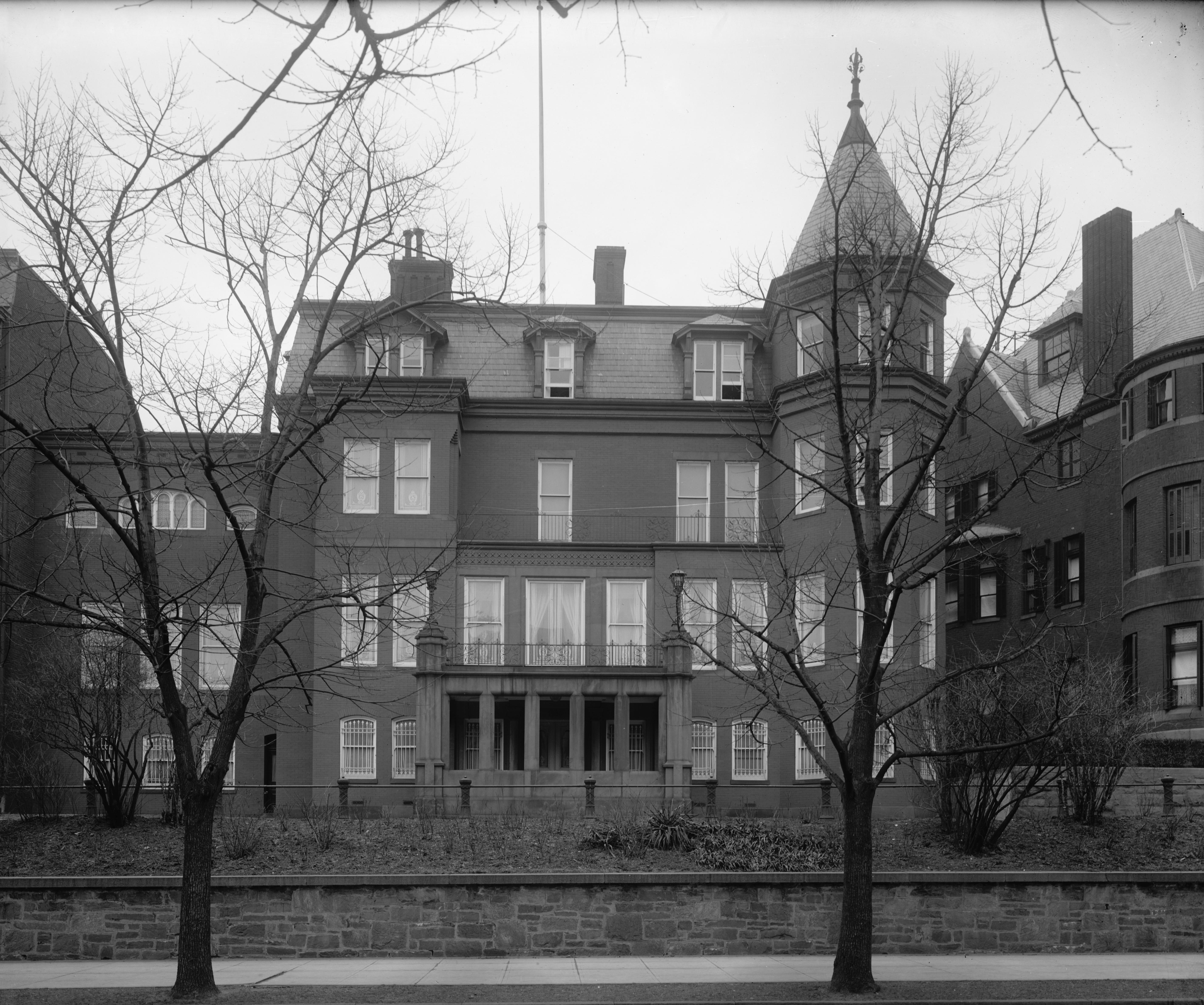
1917年的德國駐美大使館

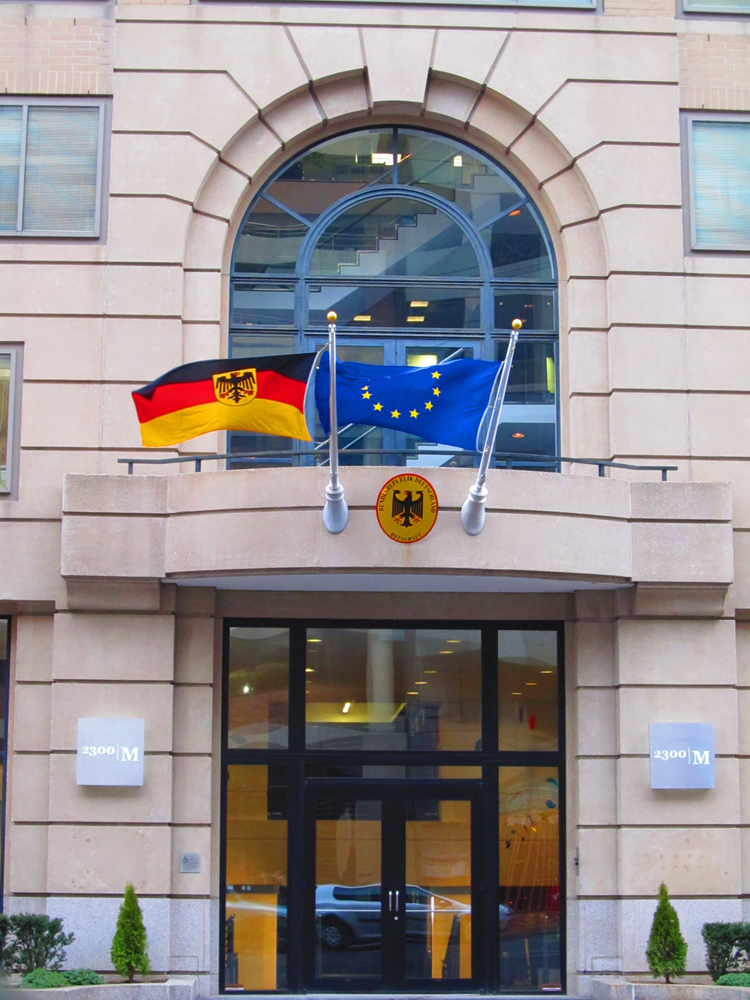
西北M街的德國資訊中心

德國大使館館址是華盛頓西北區水庫路4645號，臨近喬治城。但進行翻新工程期間，則使西北M街2300號（2300 M Street NW, Northwest, Washington, D.C.）的領事處／德國資訊中心臨時兼辦大使館業務。
水庫路的使館辦公大樓是由德國知名建築師埃貢·艾爾曼設計的，於1964年5月11日投入使用。大使館辦公大樓隔壁、位於福克斯豪爾路（Foxhall Road NW）邊的大使官邸則是由德國建築師溫格斯設計的，1994年9月落成。

## 大使
在德國駐美大使的職位設立前，自1817年起的普魯士王國和北德意志邦聯都有派遣過駐美代表，而德意志帝國在1871年建國後，先是派遣公使級的駐美外交官，德國公使館至1893年才升格為大使館，並於威瑪共和和納粹德國時期繼續沿用。
1941年12月11日至1949年9月22日間，德國大使館因為兩國外交中斷而遭到關閉。隨著盟軍對德國的佔領結束，恢復主權國家地位的西德於1950年起派遣第一任駐美大使到華盛頓上任。

## 領事館
除了華盛頓特區的大使館和領事處外，德國外交部亦在美國其他大城市設有總領事館（Generalkonsulat）：
- 紐約總領事館
- 波士頓總領事館
- 芝加哥總領事館
- 亞特蘭大總領事館
- 休士頓總領事館
- 邁阿密總領事館
- 洛杉磯總領事館
- 舊金山總領事館

## 外部連結
- 德國駐美大使館
- 德國外交部 （页面存档备份，存于）